# Gustav Aulehla
Gustav Aulehla (13. června 1931 Olomouc – 19. prosince 2021) byl český fotograf. Působil v Krnově, kde desítky let dokumentoval tamní veřejný život v duchu fotografa a teoretika umění Henriho Cartiera-Bressona. Dokázal přitom vyhmátnout „syrovost, šedivost, provinciálnost a vnitřní smutek“ maloměstského života za totality. Ukazoval každodenní atmosféru spoluvytvářenou tamní řeckou komunitou a po okupaci i sovětskými vojáky, kteří měli v Krnově posádku. Známějším se Aulehlovo dílo stalo až po roce 2000.